# Val Schener
La val Schenèr è una valle che collega il Feltrino, (provincia di Belluno), al Primiero (provincia autonoma di Trento).
È nota soprattutto come zona di transito, infatti, essendo percorsa dalla  strada statale 50 del Grappa e del Passo Rolle, rappresenta uno degli accessi principali per raggiungere le località turistiche del comprensorio delle Pale di San Martino. Vi sorgono comunque alcuni piccoli nuclei abitati: Bellotti (Lamon), Gorna (Lamon e Sovramonte), Marsanghi (Lamon), Moline (Sovramonte), Oltra (Lamon), Pontet (Imèr e Sovramonte) e Zavena (Lamon). Dagli anni sessanta la parte superiore è occupata dall'omonimo lago artificiale.
La valle è lambita dal parco nazionale delle Dolomiti Bellunesi e dal parco naturale Paneveggio-Pale di San Martino.

## Storia
Dall'epoca romana in corrispondenza degli altipiani di Lamon e Sovramonte passa la Via Claudia Augusta, che da Altino sale fino ad Aune, ed attraverso la Valle del Senaiga e San Donato giunge a Castello Tesino e poi prosegue verso Augusta. Sull'altopiano sovramontino parte una diramazione di questa via che giunge, attraversata la gola dello Schenèr, a Fiera di Primiero, mentre da Lamon una diramazione si dirige verso località Bellotti e Ronco di Canal San Bovo.
Anticamente attraverso la valle veniva fluitato il legname che da Primiero scendeva fino a Fonzaso e poi a Venezia. La valle, in corrispondenza di Pontét, era sede di dogana sul confine tra Impero austriaco e Repubblica di Venezia, ma era anche presidiato militarmente in altri due punti, rispettivamente la Bastia più a monte e Castel Schenèr più a valle. Per percorrere la valle era presente una tortuosa mulattiera detta Via di Schenèr, adatta al trasporto solo a piedi o a soma. Si può, infatti, presupporre che il nome della valle derivi dal fatto che il trasporto di merci avvenisse principalmente "a schiena" di uomo o animale. La strada destinata a diventare privilegiata per raggiungere Primiero da Feltre (sostituendo il Passo Cereda) arriverà solo nel 1886. Questa nuova opera, infatti, poteva essere percorsa anche da carri.
Nel corso del Novecento sono state scavate molte gallerie per risparmiare al traffico il gran numero di curve della via di Schenèr.
Nel corso degli anni cinquanta-sessanta su progetto di Carlo Semenza venne realizzata per produrre energia idroelettrica la diga dello Schenèr, originando così il Lago Schener e cancellando così prati storicamente falciati dai contadini di Pontét.
Nel 1988 è stato ritrovato, in località Val Rosna (Sovramonte), uno scheletro di un uomo risalente all'epigravettiano finale, soprannominato Cacciatore della Val Rosna, testimonianza di un percorso già frequentato.